# Iglesia de San Andrés (Azpilcueta)
La iglesia de San Andrés Azpilicueta está situada en el valle de Baztán, en el pueblo navarro del mismo nombre: Azpilcueta.

## Arquitectura y Arte
Esta iglesia de cruz latina, remodelada en el siglo XVIII, cuenta con retablos de la misma época. Los retablos cuentan con esculturas de San Andrés, San Fermín, San Francisco Javier y San Martín de Tours. Todas estas esculturas forman parte del suntuoso retablo obra del exitoso escultor Luis Salvador Carmona, uno de los esculores más prolíficos y respetados de su época.
El retablo de San Andrés se construyó con dinero proveniente del continente americano. El mecenas de dicha obra fue Don Martin Elizacoechea, nacido en Azpilcueta, en casa Dorrea en 1679. Martin Elizacoechea fue Obispo de Durango y Michoacán en México, enviando 6000 pesos para la construcción de la iglesia parroquial y la creación de las esculturas del retablo por parte de Luis Salvador Carmona.
La iglesia de San Andrés Azpilcueta continua activa a día de hoy y se puede visitar en horario de misas.